# Pascal (Q138)
Pour les articles homonymes, voir Pascal.
Le Pascal est un sous-marin français de la classe 1 500 tonnes. Lancé en 1928, il est le premier de la série M6.

## Histoire

### Développement
Le Pascal fait partie d'une série assez homogène de 31 sous-marins océaniques de grande patrouille, aussi dénommés 1 500 tonnes en raison de leur déplacement. Tous sont entrés en service entre 1931 (Redoutable) et 1939 (Sidi-Ferruch).
Longs de 92,30 mètres et larges de 8,10, ils ont un tirant d'eau de 4,40 mètres et peuvent plonger jusqu'à 80 mètres. Ils déplacent en surface 1 572 tonnes et en plongée 2 082 tonnes. Propulsés en surface par deux moteurs diesel d'une puissance totale de 6 000 chevaux, leur vitesse maximum est de 18,6 nœuds. En plongée, la propulsion électrique de 2 250 chevaux leur permet d'atteindre 10 nœuds.
Appelés aussi « sous-marins de grandes croisières », leur rayon d'action en surface est de 10 000 nautiques à 10 nœuds et en plongée de 100 nautiques à 5 nœuds.
Mis en chantier le 8 juin 1926 avec le numéro de coque Q138, le Pascal est lancé le 19 juillet 1928 et mis en service le 10 septembre 1931.

### Seconde Guerre mondiale
Il est affecté, au début de la Seconde Guerre mondiale, à la 4e division de sous-marins, basée à Brest, qu'il forme avec Le Centaure, l'Argo et le Henri Poincaré.
Dès le 3 septembre 1939, il patrouille le long des côtes marocaines avec Le Centaure et le Henri Poincaré. Le 17 décembre, il arraisonne le paquebot italien Saturnia dans le sud des Açores. Il le laisse repartir après avoir contrôlé ses passagers, parmi lesquels figurent sept juifs allemands. Il est en patrouille au sud de la Sardaigne lorsque l'armistice entre en vigueur le 25 juin 1940. Il reste un temps à Bizerte avant de rejoindre la 5e DSM à Casablanca en janvier 1942. Il quitte le Maroc pour un grand carénage à La Ciotat de huit mois, qui s'achève le 16 novembre 1942. À cette date, il est autorisé à se réarmer pour protéger Toulon. Le réarmement n'est pas achevé lorsque les Allemands pénètrent dans Toulon le 27 novembre et le sous-marin est sabordé avec la flotte française. Il est renfloué le 20 janvier 1943 à deux reprises puis est déclaré inutilisable par les Allemands. Il est définitivement coulé par un bombardement le 11 mars 1944 avec le Redoutable et le Fresnel.